# Rhabdoblatta ocellata
Rhabdoblatta ocellata är en kackerlacksart som beskrevs av Karlis Princis 1951. Rhabdoblatta ocellata ingår i släktet Rhabdoblatta och familjen jättekackerlackor. Inga underarter finns listade i Catalogue of Life.